# Li Yang (réalisateur)
Pour les articles homonymes, voir Li Yang et Li.
Li Yang (chinois simplifié : 李杨 ; chinois traditionnel : 李楊 ; pinyin : Lǐ Yáng) est un cinéaste chinois, né en 1959 à Xi'an en Chine. Après plusieurs documentaires, il réalise son premier film de fiction, Blind Shaft, en 2003, et obtient de nombreux prix, dont un Ours d'argent au Festival du film de Berlin. 
À la suite de ce film, les autorités chinoises, contraignent Li Yang à l'exil, exil qu'il passe entre l'Allemagne et Hong Kong. La levée de ce bannissement permet au réalisateur de rentrer en Chine et de réaliser son deuxième film.  
Blind Mountain sort en 2007, deuxième volet d'une trilogie qui devrait se clore avec Blind River.

## Filmographie
- 2003 : Blind Shaft (盲井, Máng jǐng)
- 2007 : Blind Mountain (盲山, Máng shān)
- 2017 : Blind Way (盲道, Máng dao )
- 2025 : Evacuate from the 21st Century (zh) (从21世纪安全撤离, Cong 21 Shi Ji an Quan Che Li)